# Veronika Bortelová
Veronika Bortelová (Praga, 11 giugno 1978) è un'ex cestista ceca.

## Carriera
Con la Rep. Ceca ha disputato i Campionati mondiali del 2010 e quattro edizioni dei Campionati europei (2001, 2011, 2013, 2015).